# Ensemble SurPlus
Das ensemble SurPlus ist ein Solistenensemble, das Werke zeitgenössischer Komponisten interpretiert.

## Geschichte
Das Ensemble wurde 1992 in Freiburg im Breisgau von dem amerikanischen Pianisten und Dirigenten James Avery gegründet. Seine Musiker arbeiten nicht nur im traditionellen Konzertrahmen, sondern auch in Projekten, die Grenzen traditioneller Musikdarbietung überschreiten in experimentellen Klangausstellungen, Raumgestaltungen, Improvisationen und instrumentalem Theater. Die Besetzung variiert dabei vom Duo bis zum großen Kammermusikensemble. Immer wieder tritt das ensemble SurPlus auch mit Gastinstrumentalisten auf, u. a. mit den Akkordeonisten Wolfgang Dimetrik und Stefan Hussong, mit Thomas Wagner (Tuba), Harry White (Saxophon) oder den Harfenistinnen Marina Paccagnella und Sonja Inglefield. Bereits 1992 wurde das Ensemble zu den Darmstädter Ferienkursen für Neue Musik eingeladen. Seit 1994 besteht eine enge Zusammenarbeit mit der Akademie Schloss Solitude in Stuttgart.